# بهاردوست (گونه)
بهاردوست، (نام علمی: Erophila verna) مترادف (Draba verna) نام یک گونه (زیست‌شناسی) از سرده بهاردوست است.